# Municipio de Vernon (condado de Beadle)
El municipio de Vernon (en inglés: Vernon Township) es un municipio ubicado en el condado de Beadle en el estado estadounidense de Dakota del Sur. En el año 2010 tenía una población de 61 habitantes y una densidad poblacional de 0,65 personas por km².

## Geografía
El municipio de Vernon se encuentra ubicado en las coordenadas 44°20′2″N 98°30′33″O / 44.33389, -98.50917. Según la Oficina del Censo de los Estados Unidos, el municipio tiene una superficie total de 93.37 km², de la cual 93,26 km² corresponden a tierra firme y (0,12 %) 0,11 km² es agua.

## Demografía
Según el censo de 2010, había 61 personas residiendo en el municipio de Vernon. La densidad de población era de 0,65 hab./km². De los 61 habitantes, el municipio de Vernon estaba compuesto por el 98,36 % blancos, el 1,64 % eran de otras razas. Del total de la población el 1,64 % eran hispanos o latinos de cualquier raza.